# کورایوشی، توتوری
کورایوشی در استان توتوری در کشور ژاپن  واقع شده‌است  که دارای جمعیت ۵۱٬۴۵۳ نفر و مساحت ۲۷۲٫۱۵ کیلومتر مربع با تراکم جمعیت ۱۸۹  نفر در کیلومترمربع است و در تاریخ ۱ اکتبر ۱۹۵۳ به عنوان شهر شناخته شد.

## نگارخانه

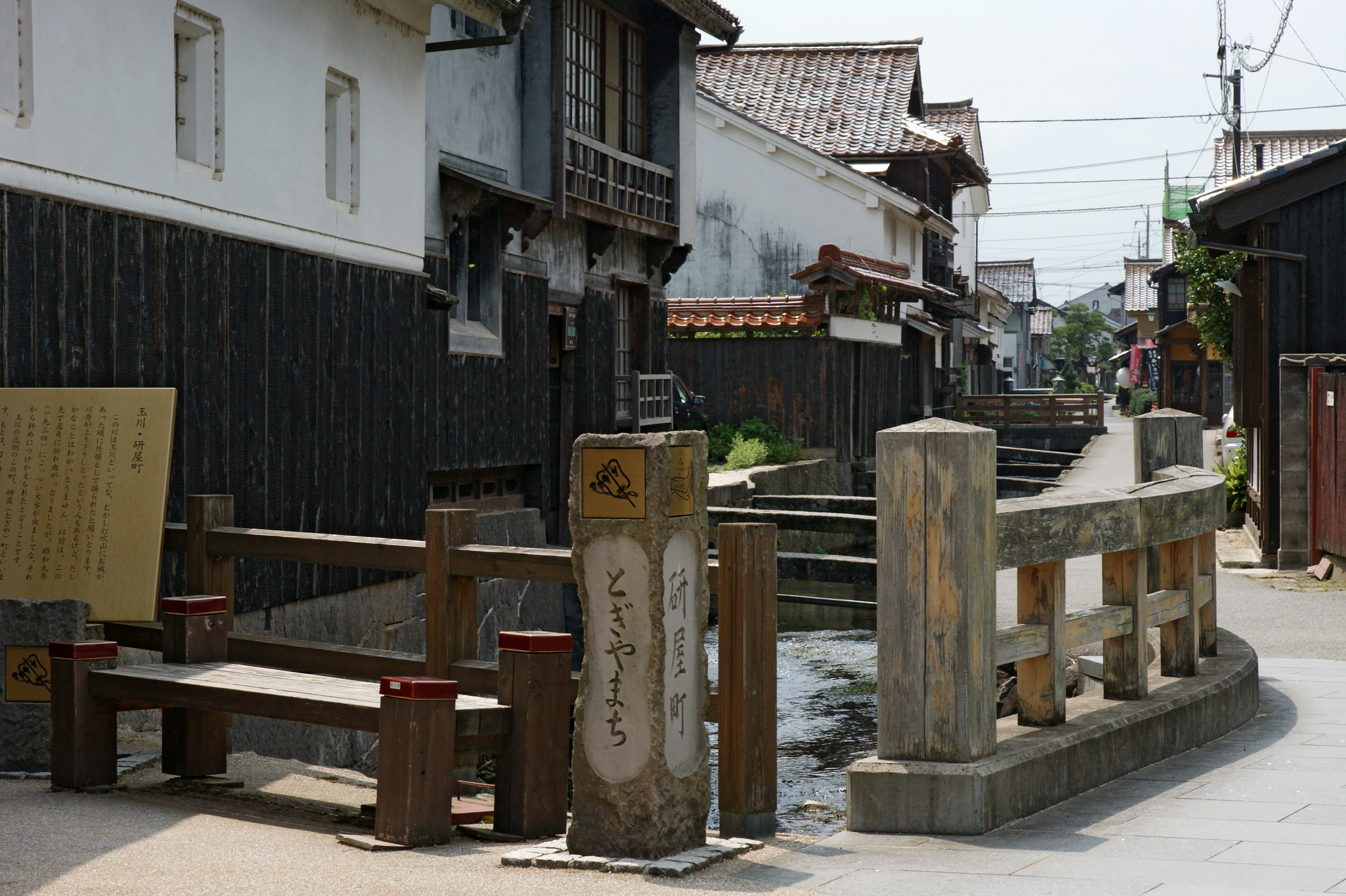
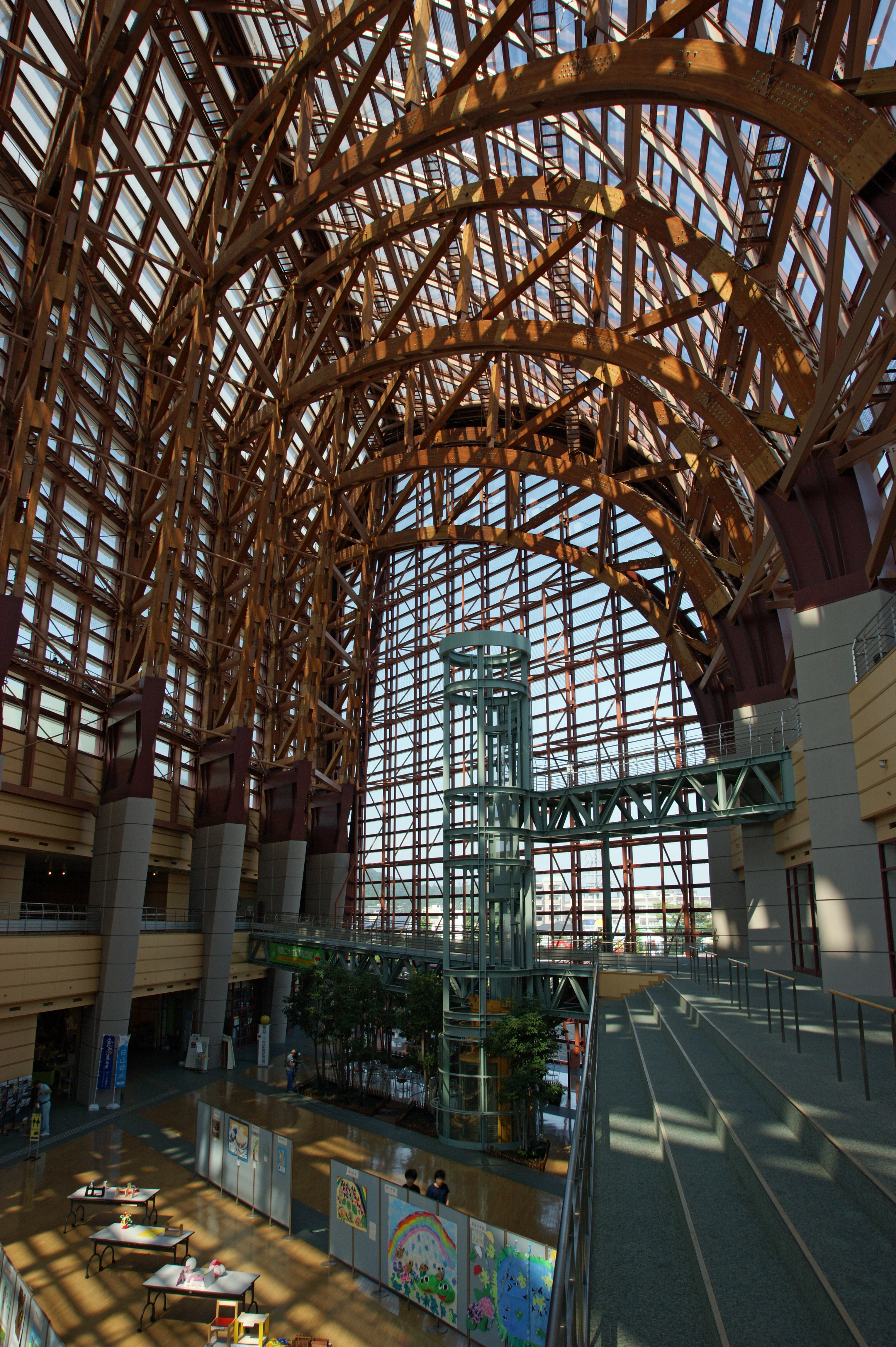
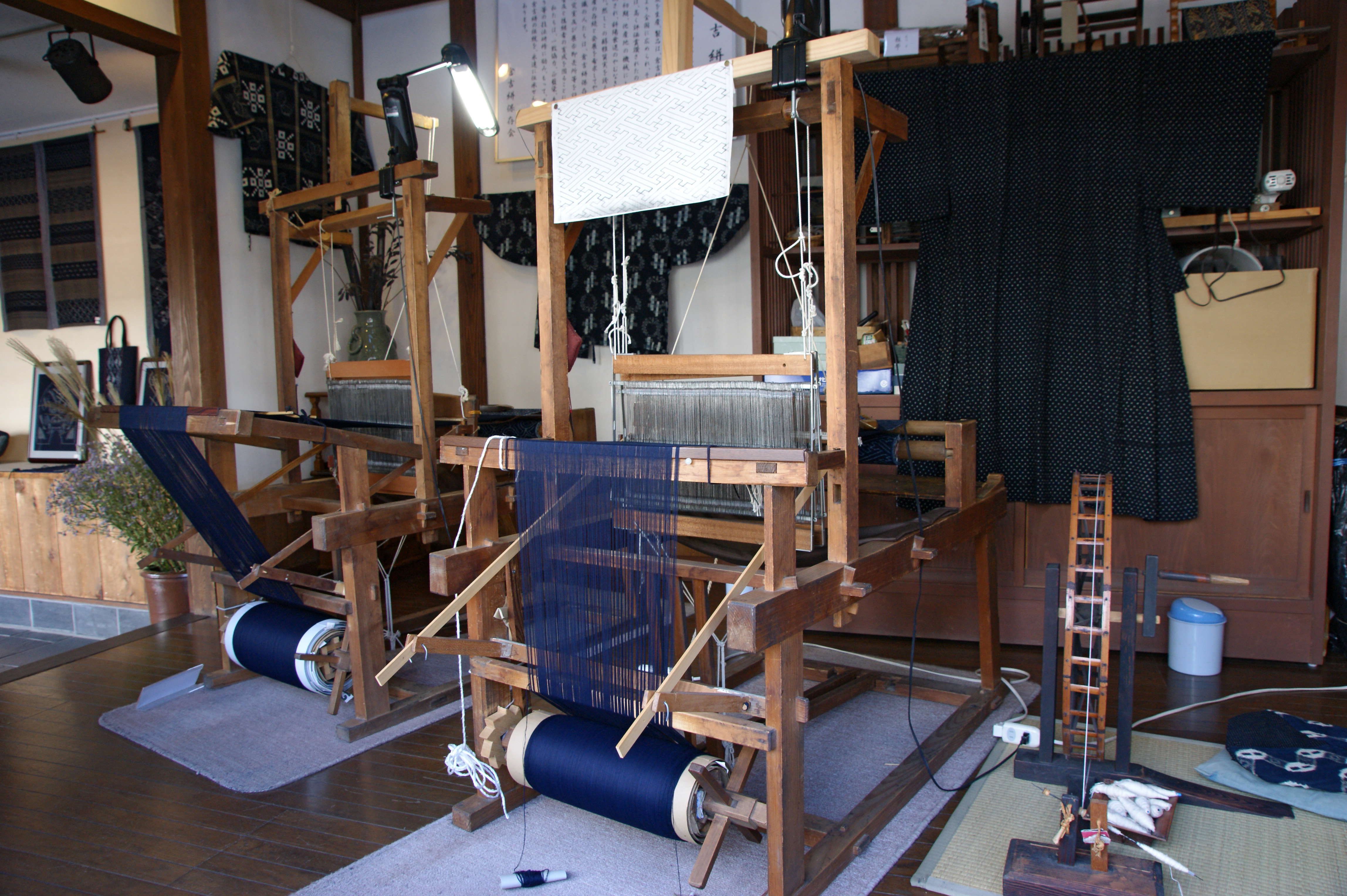